# Arcada

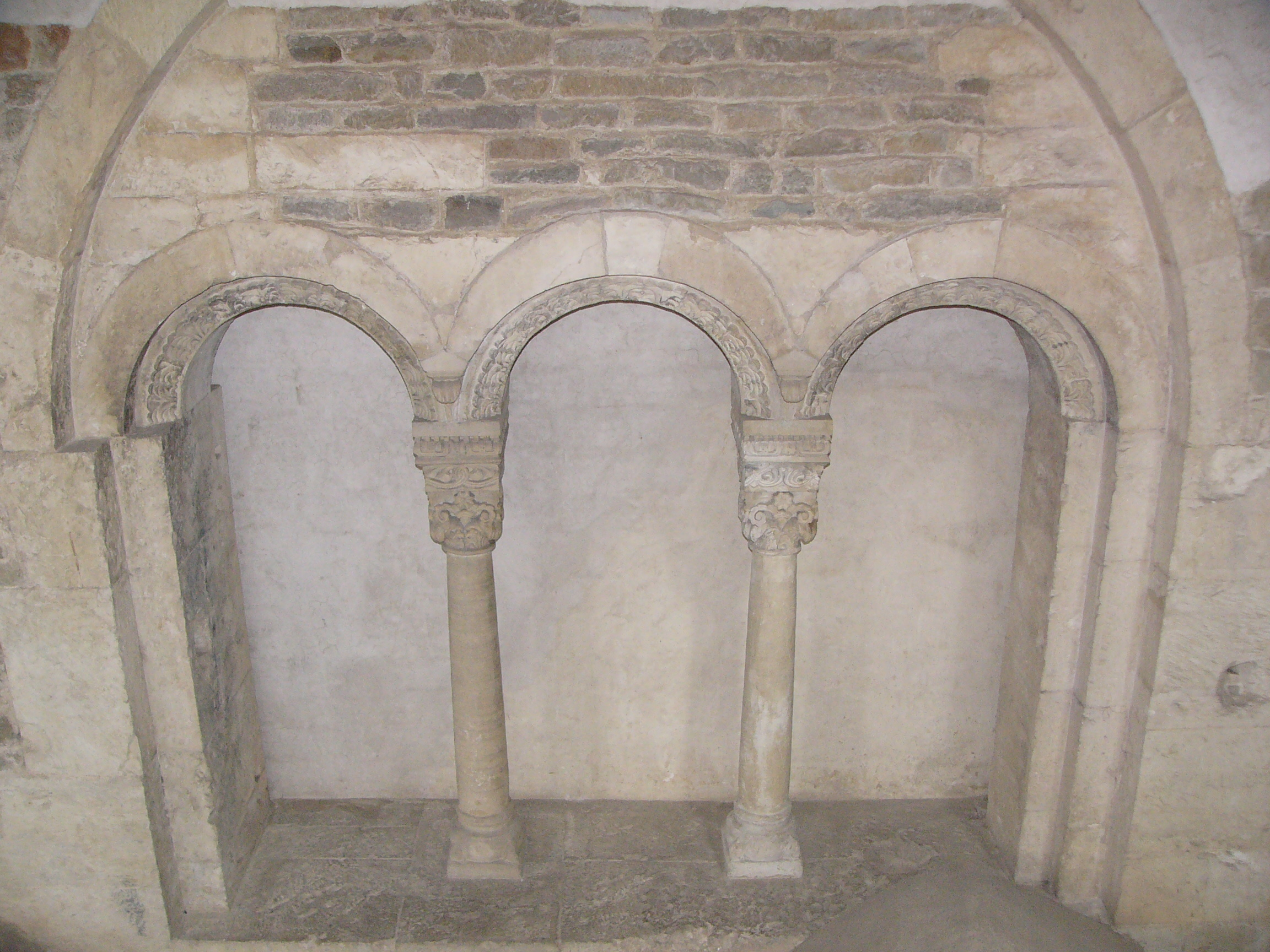
Arcada

Una arcada es una sèrie d'arcs adossats a una construcció, que tenen una funció estructural i decorativa i que es pot disposar en un sol ordre o en diversos ordres superposats.
El seu origen es remunta a l'antic Egipte, tot i que, el major desenvolupament es va donar a l'arquitectura romana en la construcció de ponts i aqüeductes. La disposició del conjunt d'arcs pot ser en línia, en forma de cercle o de semicercle i habitualment es recolza en columnes i pilars, tot i que també es troba sobre pilastres, especialment en ponts.
Els diferents tipus d'arcades són:
- L'arcada tradicional
- Les arcades falses o cegues, que son aquelles que tenen la llum dels arcs tapiada.[1]
- L'arcada fingida o figurada correspon a una arcada simulada.[1]
- L'arcuació és un conjunt d'arcades falses o decoratives.
- L'arcada entrellaçada, que esta composta per arcs, normalment cecs, que reposen en suports alterns i se superposen als punts d'encreuament.[2]